# Aeroportul Buta Zega
Aeroportul Buta Zega (IATA: BZU, ICAO: FZKJ) este un aeroport din Buta, Republica Democrată Congo, Provincia Bas-Uele, Republica Democratică Congo.
Situat la o altitudine de 420 m, aeroportul dispune de o singură pistă.